# Intermuskuläre Koordination
Intermuskuläre Koordination bezeichnet die Abstimmung zwischen verschiedenen Muskeln und Muskelgruppen. Diese dient der skeletoralen Bewegung, der Gelenkstabilisation, sowie der Haltungs- und Körperpositionsstabilisierung.
Das zentrale Nervensystem kontrolliert die Gelenkstellungen durch antizipatorische und korrigierende Haltungsanpassungen, welche den auftretenden intersegmentellen Kräften entgegenwirken.
Die Rolle einzelner Muskeln und deren Bedeutung für einzelne Bewegungen ist in der Wissenschaft weiter ausdifferenziert worden.

## Anwendung
Gelenke werden durch miteinander interagierende Muskeln, sogenannte Synergisten, stabilisiert. Unterschiedliche Synergisten verfügen teilweise über ähnliche Funktionen. Folglich kann eine bestimmte Bewegung aus unterschiedlichen Kombinationen und Beteiligungen der an einem Gelenk wirkenden Muskeln entstehen.
Auch Muskeln, die nicht in direktem Bezug zu einem spezifischen Gelenk stehen, können für dieses eine stabilisierende Funktion erfüllen. Um die Funktion einzelner Muskeln klar zu definieren, ist eine genaue Betrachtung spezieller, auch nicht direkt an einer Bewegung beteiligter, Muskeln mittels Elektromyografie hilfreich.
Komplexe Bewegungsabläufe werden im Kleinhirn durch somatosensorische Rückkopplung über motorische Lernvorgänge koordiniert.

### Beispiele
- Das Vestibulorzerebellum steuert  Gleichgewicht und die Augenbewegung. Folglich sind der Blick stabil und   Rumpf- und Oberschenkelmuskulatur halten in Bewegung ihre spezifische Spannung
- Das Spinozerebellum regelt die Aktivität der Armmuskeln zueinander
- Das Pontozerbellum koordiniert den Bewegungsablauf der Finger und ihrer Muskeln[6]

## Terminologie
Kinetoren nennt die Wissenschaft Muskeln, die während einer Bewegung die skeletalen Bewegung abwickeln. Stabilisatoren werden Muskeln genannt, welche ein Gelenk stabilisieren und unintendierte Bewegungen verhindern. Gelenkmomente sind Bewegungen eines Gelenks. Stabilisierungsbedarf ergibt sich aus Muskelaktionen Kinetoren zweier Gelenke, welche an beiden überspannten Gelenken Gelenkmomente zur Folge haben.